# Lucas Vinicius Gonçalves Silva
Lucas Vinicius Gonçalves Silva (* 14. September 1991 in Brasília), auch bekannt als Lucão, ist ein brasilianischer Fußballspieler.

## Karriere
Lucão begann seine Karriere 2011 beim japanischen Zweitligisten Shonan Bellmare. 2012 wechselte er zum portugiesischen Zweitligisten Portimonense SC. Sommer 2012 kehrte er nach Brasilien zurück. Hier spielte er bis 2016 für CS Sergipe, Mogi Mirim EC und SER Caxias do Sul. Sommer 2016 wechselte er zum moldauischen Zimbru Chișinău. 2017 spielte er beim brasilianischen Zweitligisten Criciúma EC, bestritt 27 Zweitligaspiele und schoss dabei 10 Tore. 2018 wechselte er zu Goiás EC. Als er auch in der Série B 2018 mit 16 Toren Zweiter in der Torschützenliste. Danach spielte er bei Fluminense FC, Goiás EC, Clube de Regatas Brasil und Guarani FC. 2022 wechselte er zum vietnamesischen Hà Nội FC. Mit dem Verein wurde er 2022 vietnamesischer Meister. Von 2023 bis 2025 spielte er bei Hải Phòng FC. In der V.League 1 2024/25 schoss er 14 Tore und wurde Torschützenkönig.